# Renault Fainéant
Der Renault Fainéant (R4140) war ein Lastkraftwagen mit einer Nutzlast von fünf und sieben Tonnen, den Renault im Juni 1950 präsentierte. Das Modell war auch als Sattelzugmaschine für ein Gesamtgewicht von 23 Tonnen erhältlich. Bemerkenswert waren die damals nicht üblichen vier Scheinwerfer für Abblendlicht und Fernlicht. Ab 1952 hatte der LKW Abbiegelicht. Angetrieben wurde das Modell vom Renault-Dieselmotor Typ 572 mit 120 PS.
Ab 1957 wurde das Modell nur noch von Saviem als Mondragon mit fünf Tonnen Nutzlast und Tancarville mit einer Nutzlast von sieben Tonnen produziert und hatte nun einen 6-Zylinder-Dieselmotor mit 6234 cm³ und 105 PS. Die Bremsen wurden nun mit Druckluft betrieben und es gab hydraulische Stoßdämpfer vorne.
Ab 1964 wurde nur noch der TP10 Tancarville produziert, der nun einen 6842 cm³ Sechszylinder-Dieselmotor mit 150 PS hatte. Neu war nun ein Retarder. 1967 wurde die Produktion der Serie eingestellt.